# Ботанический сад Ван Дусена
 Ботанический сад Ван Дусена (англ. VanDusen Botanical Garden) — ботанический сад  в городе Ванкувер  (провинция Британская Колумбия, Канада).
Назван в честь местного лесопромышленника и филантропа Уитфорда Джулиана Ван Дусена, основан в 1972 году, открыт 30 августа 1975 года. Основной специализацией ботанического сада является  показ  декоративных растений, помимо этого сад предлагает образовательные программы совместно с  Ассоциацией ботанических садов Ванкувера. Ботанический сад открыт для посещений ежедневно, за исключением Рождества.

## Описание ботанического сада
На территории  ботанического сада площадью  22 га произрастает 255 тысяч растений из многих уголков мира.  Ботанический сад разбит на  небольшие тематические сады, среди них —  канадский сад наследия, розовый сад, китайско-гималайский сад,  средиземноморский сад, сад многолетних растений, сад камней, сад размышлений, аллея рододендронов, сад флоры южного полушария. Украшением ботанического сада являются: индейские тотемы, многочисленные каменные скульптуры, корейский павильон, зелёный лабиринт, а также цепочка связанных между собой озёр и прудов.

## Галерея фотографий ботанического сада Ван Дусен

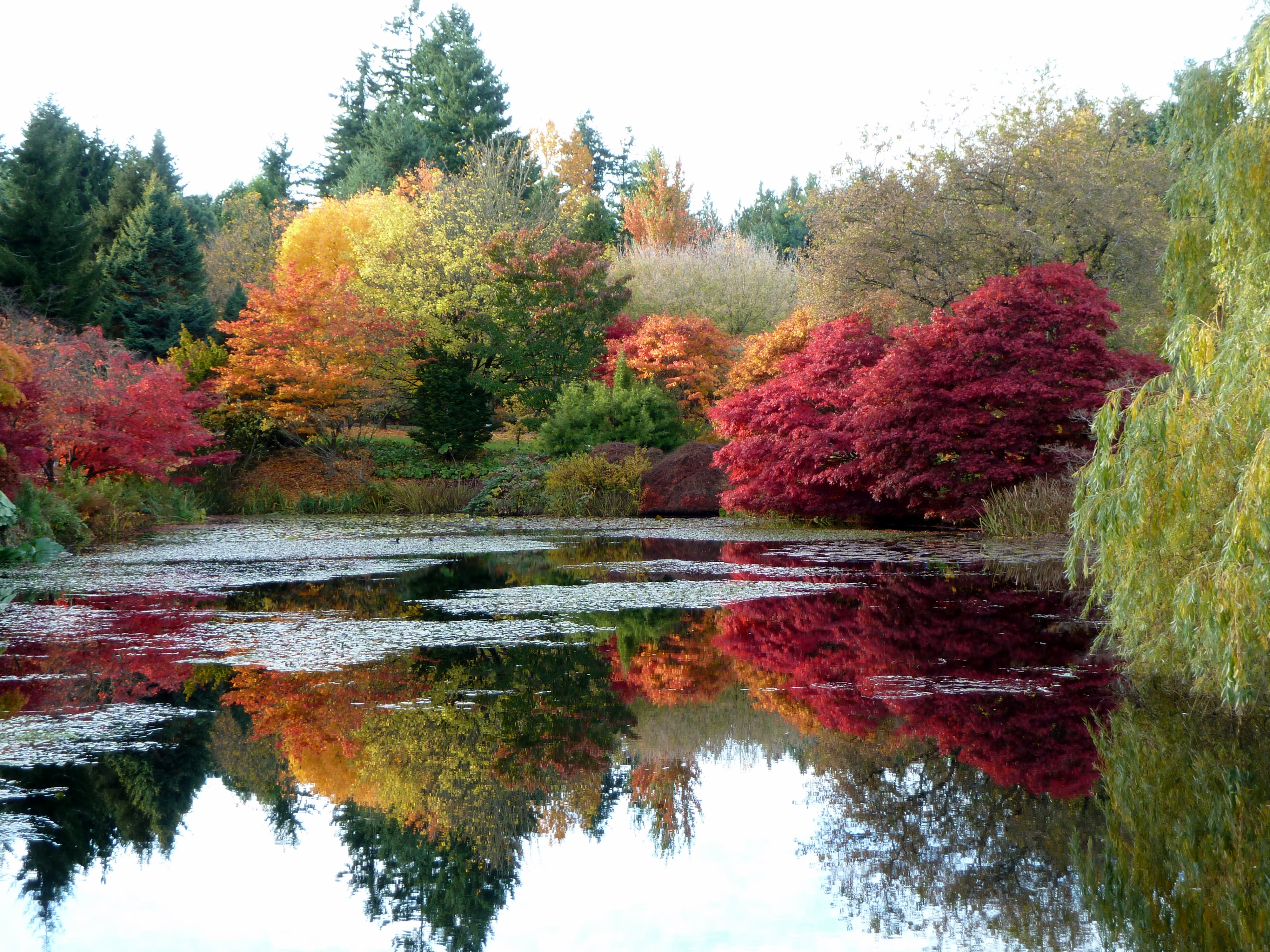
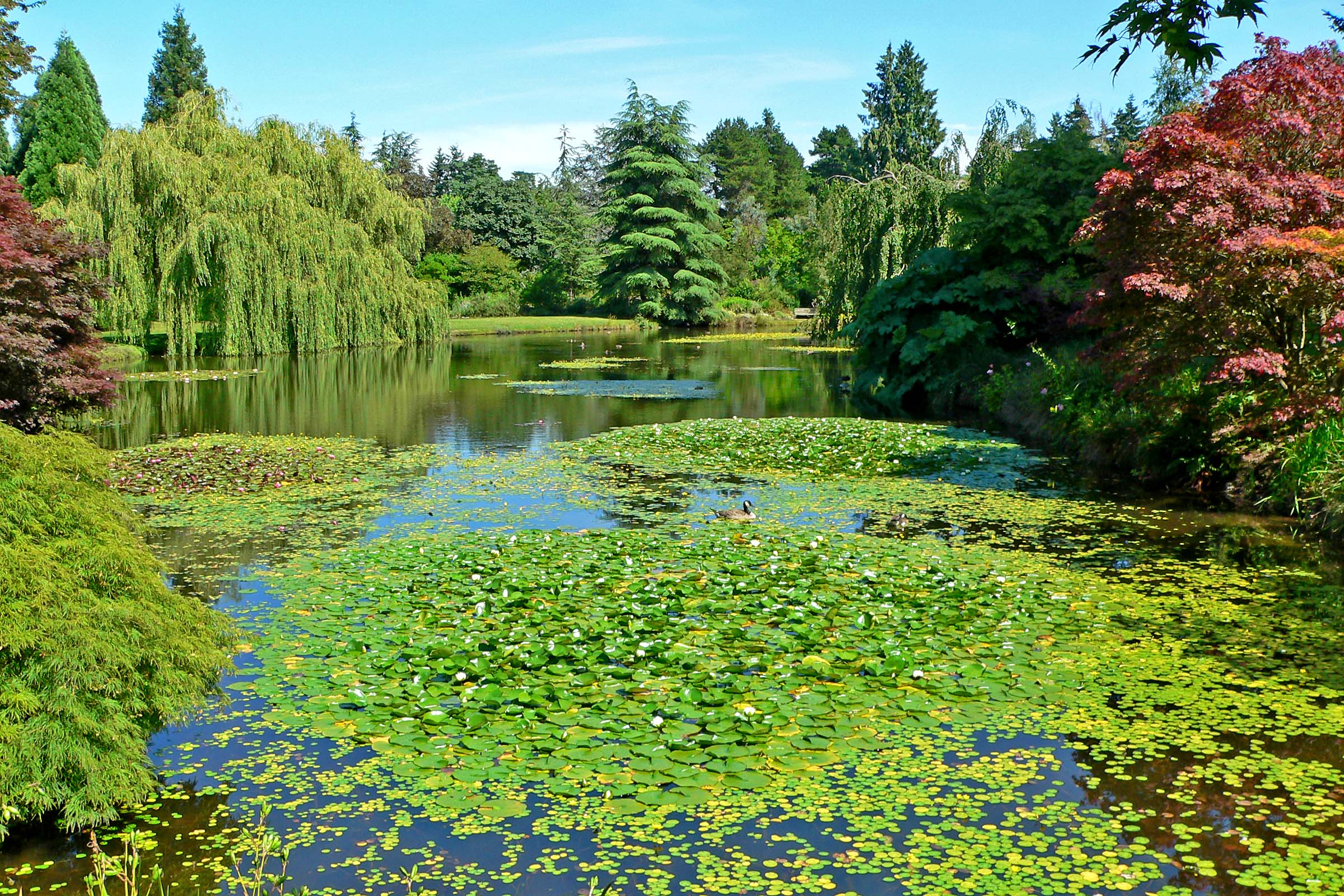
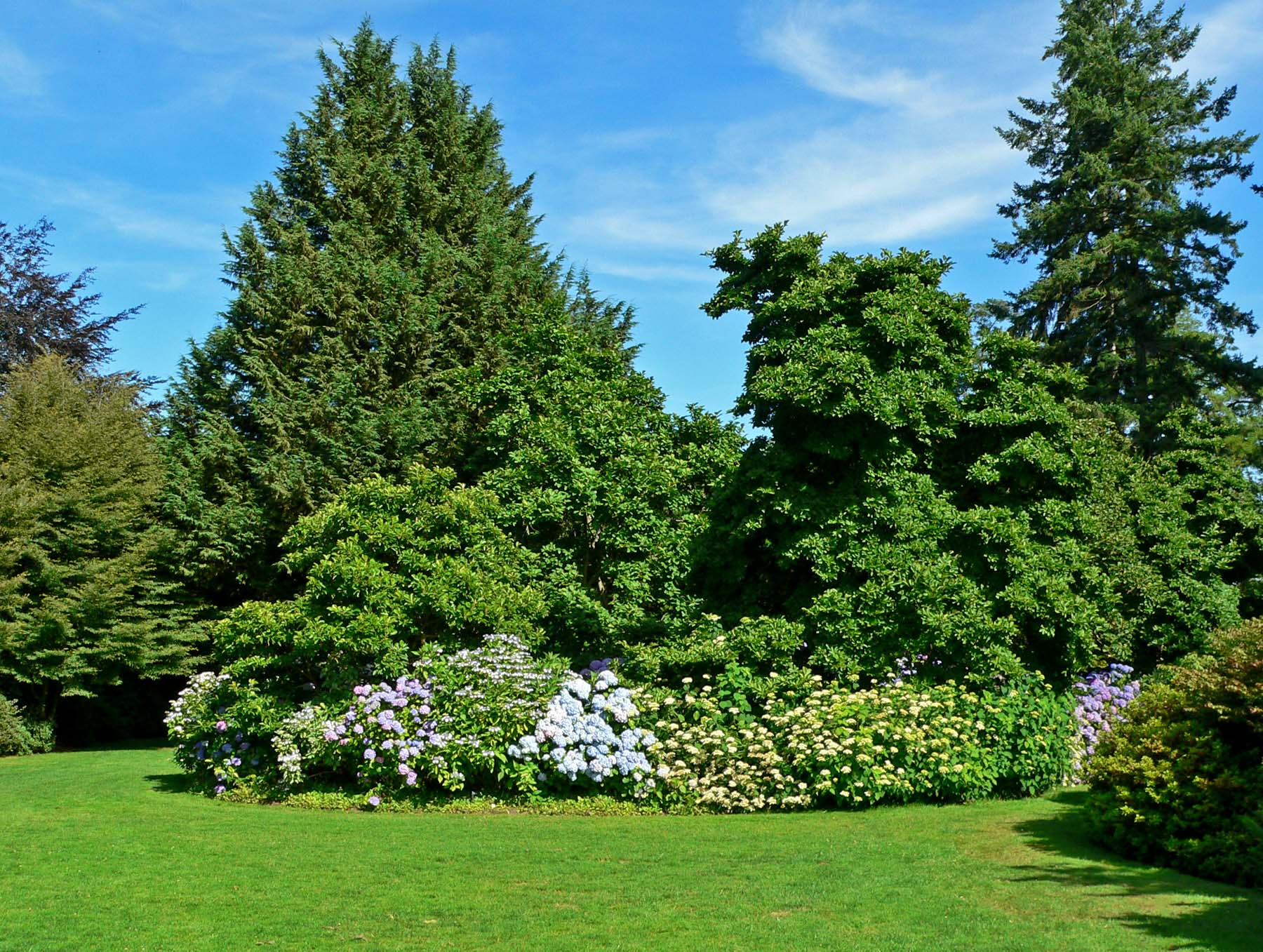
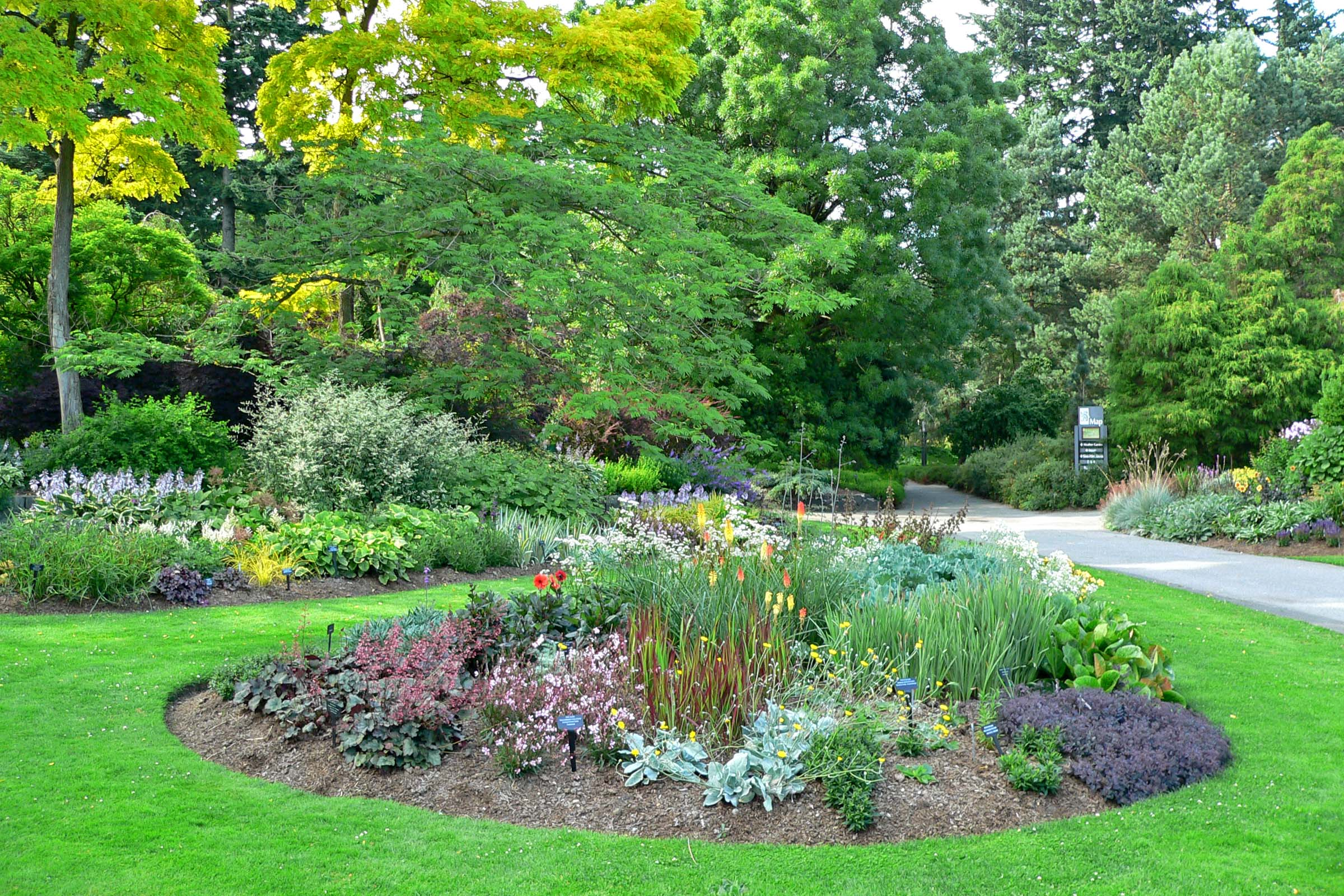
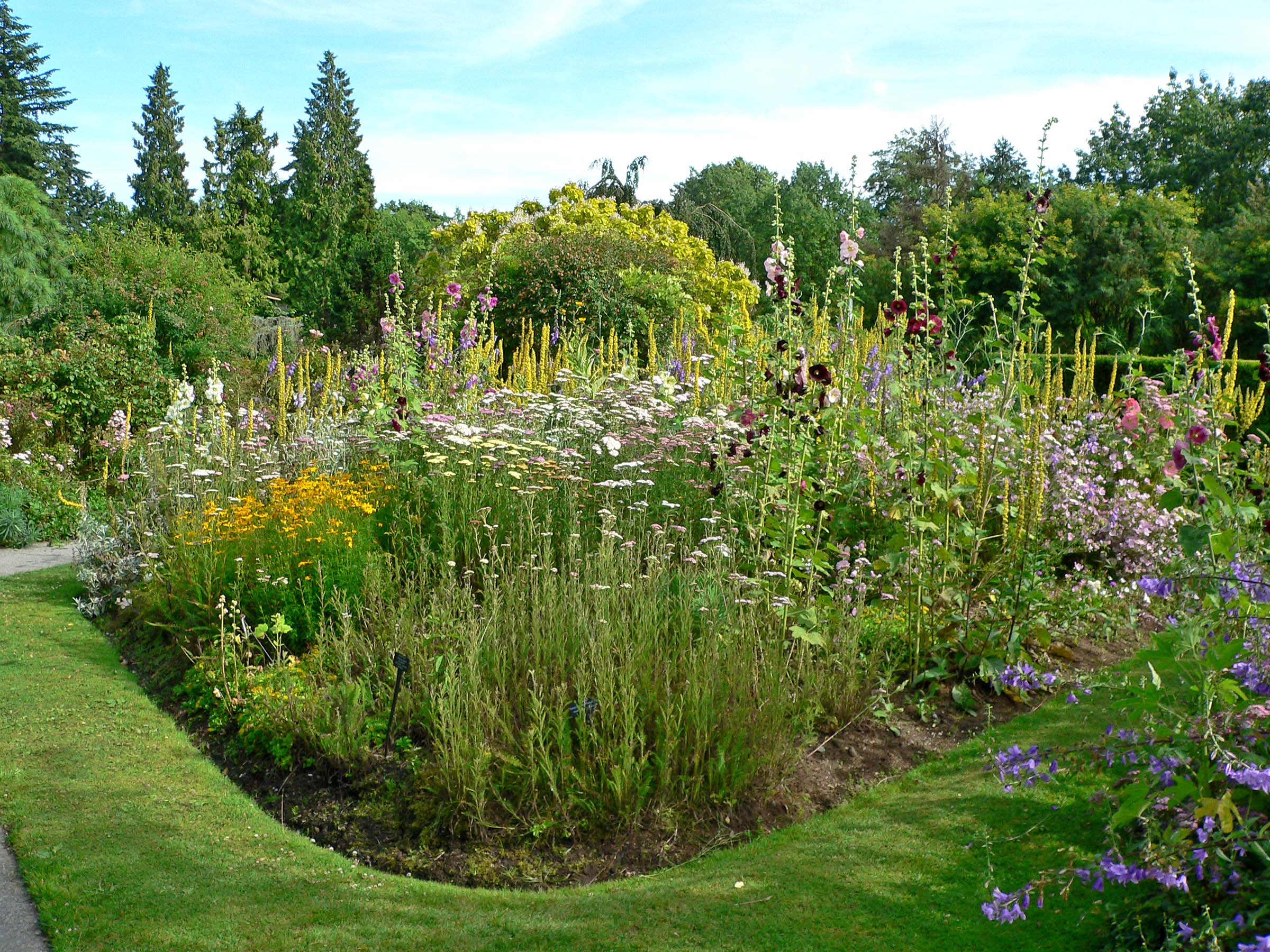
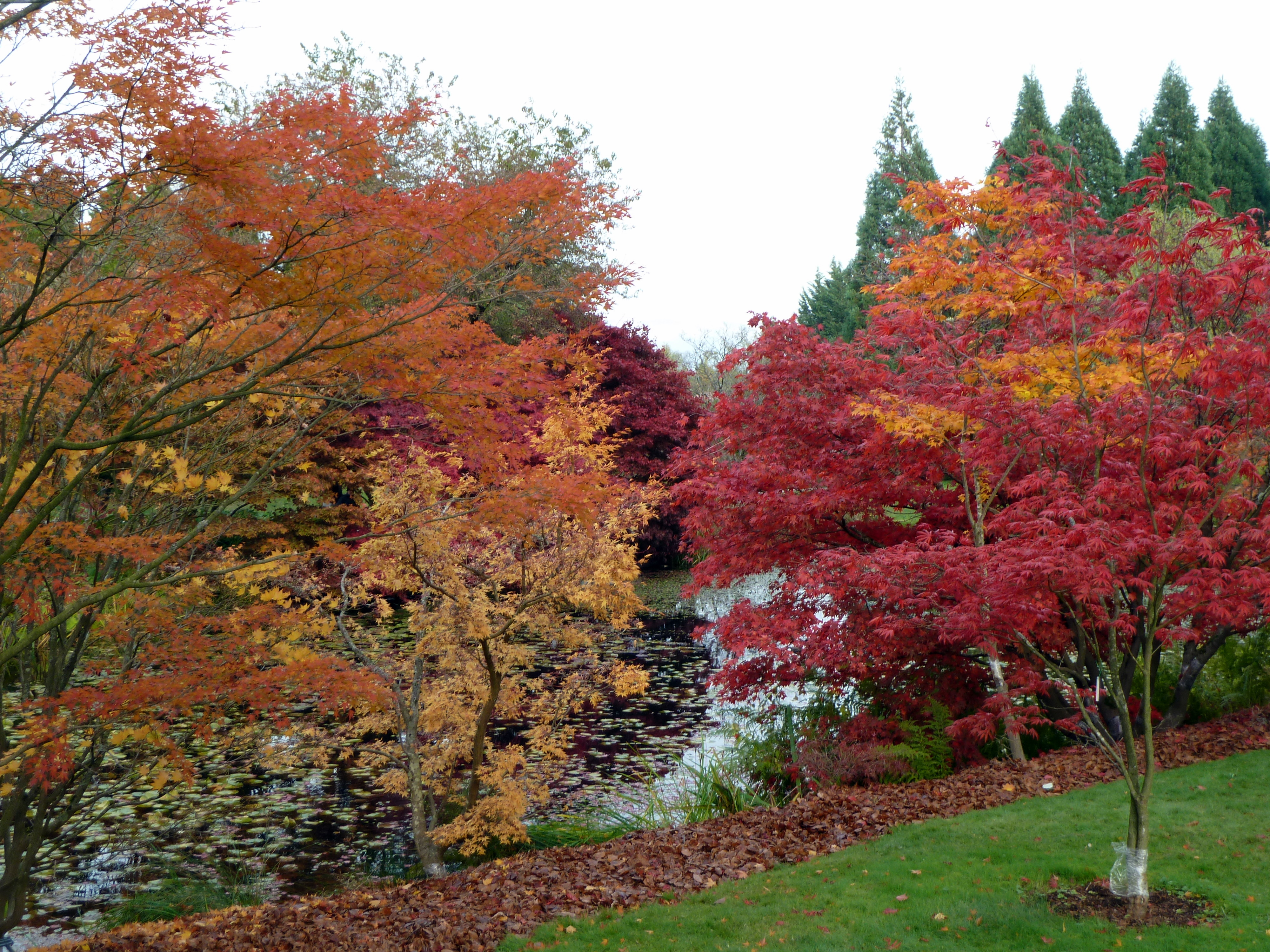
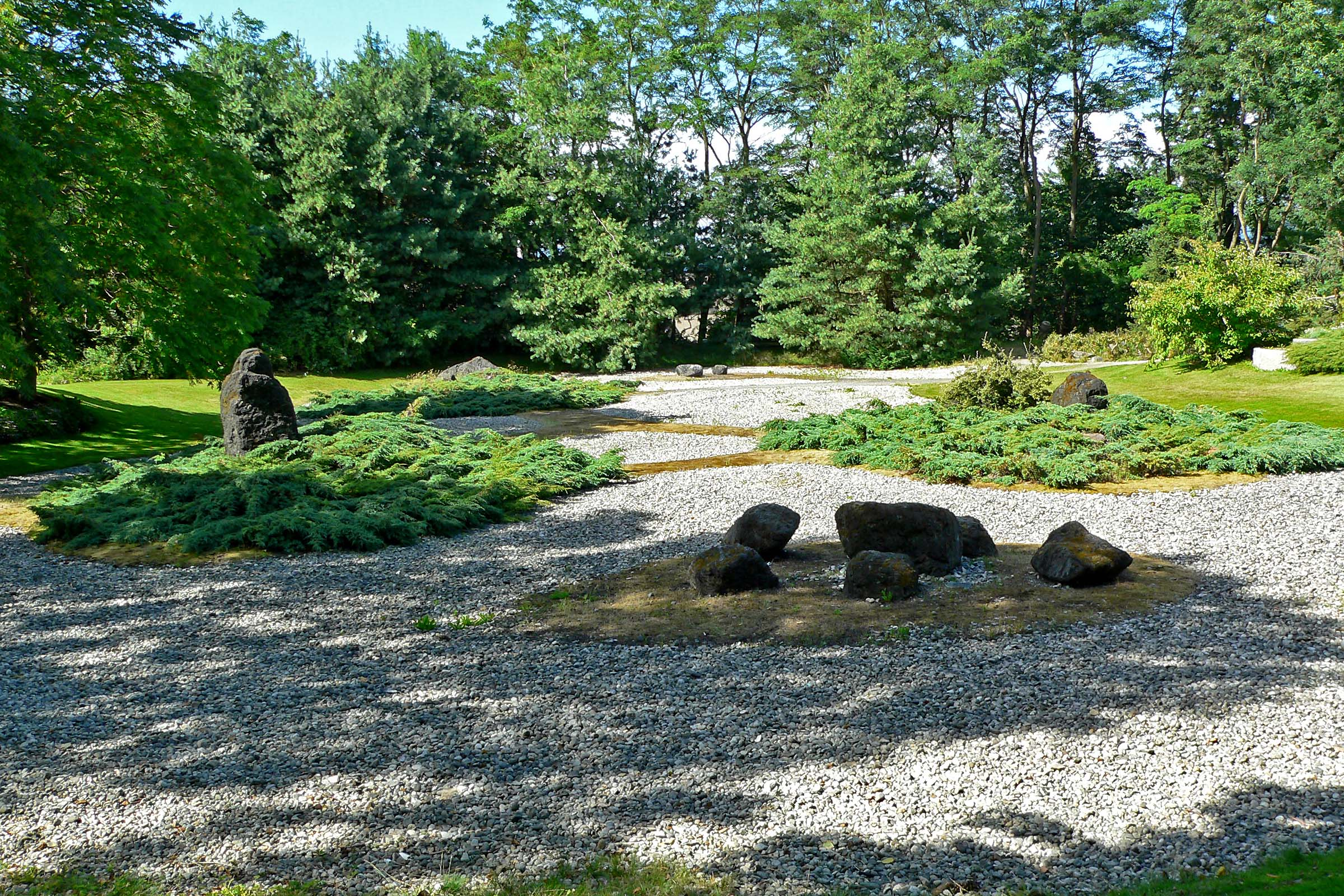